# 山吉久盛
山吉 久盛（やまよし ひさもり）は、室町時代中期の武士。越後国三条城主。

## 略歴
応永30年（1423年）に勃発した応永の乱では、山吉氏は守護代・長尾邦景の有力被官として、守護方の中条房資らと対峙した。邦景方の内部分裂などにより、翌年には乱は一旦休止するが、その間の応永31年（1424年）、中条氏の分家金山氏分の段銭請取状に署名しているのが、久盛の初見史料である。
その後、越後は再び争乱となり、享徳3年（1454年）にまとめられた「中条秀叟（房資）記録」によれば、応永33年（1426年）、守護方の攻撃を受けながらも三条城を守りぬいた。この乱は最終的には邦景方が勝利し、山吉家の守護代から与えられた諸権利も守られた。
文安元年（1444年）、本成寺に対して打渡状を出しているほか、長尾実景から本成寺に出された遵行状の宛先として、文安3年（1446年）までその存在が史料上確認できる。